# Craig Leon
Craig Leon est un producteur, arrangeur et compositeur américain né en 1952. Il a produit une cinquantaine d'albums, de groupes tels que les Ramones, Blondie, Suicide, The Fall, Flesh for Lulu.